# Hypodoxa horridata
Hypodoxa horridata är en fjärilsart som beskrevs av Walker 1863. Hypodoxa horridata ingår i släktet Hypodoxa och familjen mätare. Inga underarter finns listade i Catalogue of Life.